# Forensische geneeskunde

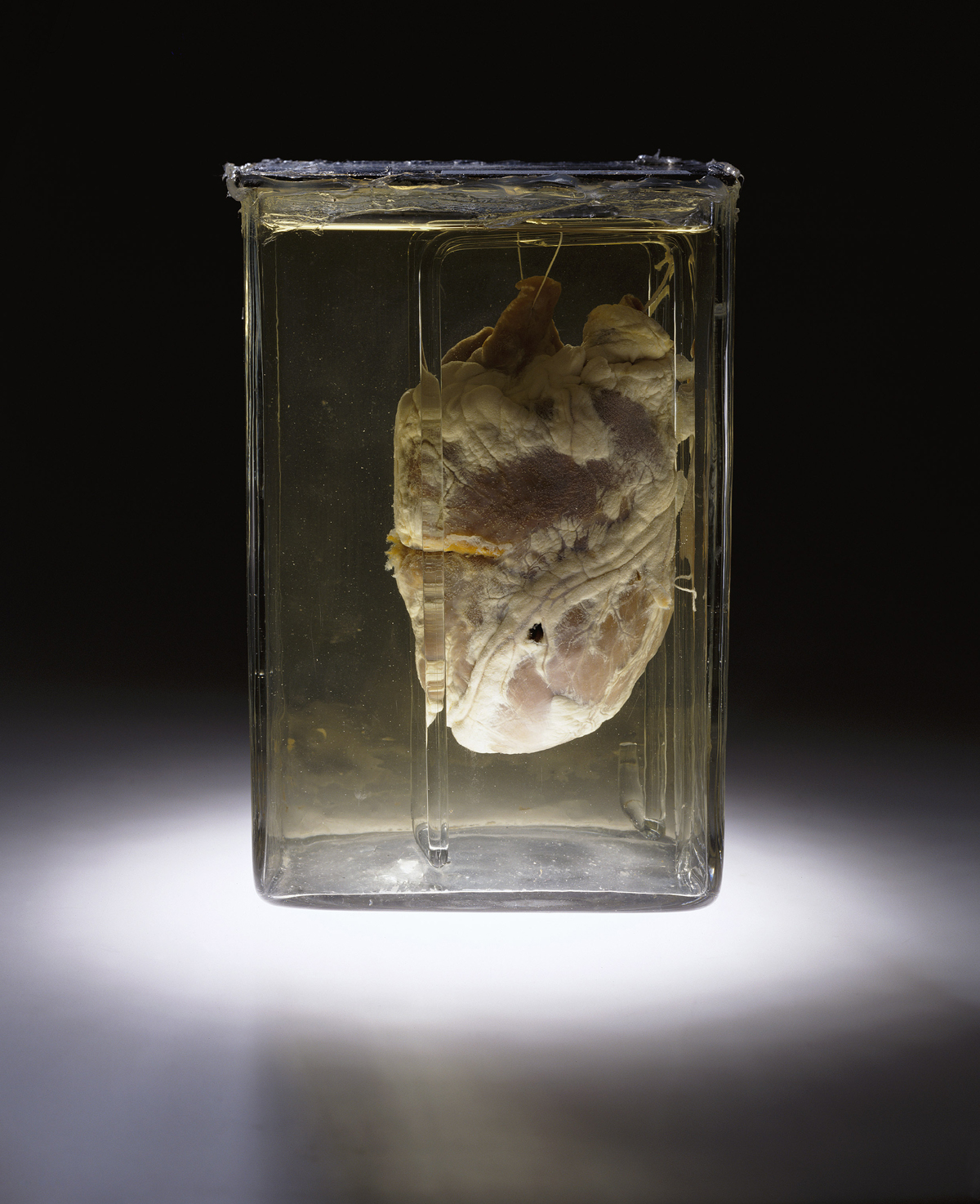
Hart doorboord door een kogel, toegeschreven aan moord.

Forensische of gerechtelijke geneeskunde is in Nederland de tak van de sociale geneeskunde die medische kennis toepast ten behoeve van rechtszaken en justitieel onderzoek. Het is een vorm van forensisch onderzoek.
Het vak wordt uitgeoefend door de forensisch arts, ook wel forensisch geneeskundige of gemeentelijk lijkschouwer genaamd. De laatste benaming is overigens niet geheel correct, omdat de uitwendige lijkschouw slechts een van de deeltaken is van de forensisch arts. Er is een speciale opleiding tot forensisch arts bij de NSPOH. Zowel de KNMG als het Forensisch Medisch Genootschap (FMG) houdt een register bij van forensisch artsen.
Het specialisme omvat de taakgebieden medische zorg, medische advisering, sporenonderzoek en lijkschouw. Het eerste onderdeel richt zich vooral op de medische behandeling van de verdachte, arrestant of gevangene maar de andere onderdelen zijn vooral gericht op het opsporen van (strafbare) feiten.
De forensisch arts moet vaak vragen beantwoorden als:
- Hoe is deze persoon overleden?
- Is er bij dit overlijden sprake van een misdrijf?
- Wat was het moordwapen?
- Gaat het om moord of zelfmoord?
- Wat was het tijdstip van overlijden?
- Passen de verwondingen van het slachtoffer bij het verhaal?
- Is of was deze persoon dronken of vergiftigd?

Belangrijke onderwerpen voor de forensische arts zijn met name toxicologie, anatomie, kennis van wapens en de daardoor veroorzaakte verwondingen en bloedsporen, ontbindingsprocessen en kennis van verslaving.

## Technieken
In de forensische geneeskunde worden verschillende technieken gebruikt. Voorbeelden zijn:
- de uitwendige lijkschouw,
- het nemen van een genetische vingerafdruk.

Ook wordt er chemisch onderzoek uitgevoerd in biologische materialen. Meestal worden bloed en urine onderzocht op de aanwezigheid van lichaamsvreemde stoffen, maar ook weefsels, oogbolvocht en haren kunnen worden onderzocht.
Het toxicologisch onderzoek bestaat meestal uit een verkennend onderzoek, gericht op de aanwezigheid van chemische stoffen, en één of meer specifieke onderzoeken, waarbij ook de concentraties van chemische stoffen worden bepaald.

## Forensisch onderzoek

### Doodsoorzaak
In de eerste plaats wordt geprobeerd de doodsoorzaak met een uitwendige schouw vast te stellen. Als dat onvoldoende uitsluitsel geeft dan kan in tweede instantie een inwendige schouw worden verricht, door een forensisch patholoog. Hierbij kunnen lichaamsweefsels en/of -vloeistoffen worden afgenomen voor toxicologisch onderzoek, om zo bijvoorbeeld vergiftiging vast te stellen.

### Gewelds- of zedenmisdrijven
Hierbij wordt gezocht naar sporen die de dader achtergelaten heeft. Het gevonden materiaal kan dan bijvoorbeeld toxicologisch geanalyseerd worden, of onderzocht op DNA-sporen. Tevens wordt soms toxicologie ingezet voor onderzoek naar chemische stoffen, die de gemoedstoestand kunnen beïnvloeden of een toestand van onmacht kunnen veroorzaken.

### Verkeerszaken
Het is bij wet verboden om onder invloed van alcohol en andere rijgevaarlijke stoffen deel te nemen aan het verkeer. (In Nederland is artikel 8 van de Wegenverkeerswet hierop van toepassing). Voor alcohol is een grens opgenomen in de wet, waarboven men strafbaar is. Voor andere stoffen, zoals drugs en slaapmiddelen, moet aan de hand van de onderzoeksresultaten worden vastgesteld, dat de rijvaardigheid zodanig nadelig beïnvloed is, dat de bestuurder niet meer tot behoorlijk besturen in staat moet worden geacht. Voor een aantal andere stoffen dan alcohol zijn de grenzen vastgelegd in een algemene maatregel van bestuur.

#### Alcoholbepaling (ADH-methode)
In Nederland is dit onderzoek bij wet aan het NFI opgedragen. Ook de methode die gebruikt moet worden, is in de wet vastgelegd. Wanneer de verdachte een tweede bepaling verlangt, kan deze een contra-expertise aanvragen. Deze worden bij wet uitsluitend verricht in het Universitair Medisch Centrum Groningen en het Onze Lieve Vrouwe Gasthuis Amsterdam.

#### Drugs en slaapmiddelen
In eerste instantie wordt er immunochemisch onderzoek verricht naar de aanwezigheid van drugs of slaapmiddelen in bloed of urine. Omdat deze bepaling geen volledig betrouwbare uitslag geeft, worden positieve resultaten altijd bevestigd met een specifieke chemische methode. Ook kan er een uitgebreider verkennend chemisch onderzoek worden uitgevoerd.

### Verdacht materiaal
Dit betreft vaak voedingswaren (bij suïcide of als moordwapen) of gevonden voorwerpen, zoals drinkglazen, bekers en drugsparafernalia (injectiespuiten).
Onderzoek van dode dieren of giftig lokaas wordt (nog zelden) in beperkte mate verricht. De Gezondheidsdienst voor Dieren in Deventer heeft meer specifieke kennis op het gebied van de diertoxiciteit